# Arecibo
Arecibo è una città di Porto Rico situata sulla costa settentrionale dell'isola. L'area comunale confina a sud con Utuado e Ciales, a ovest con Hatillo,  e a est con Barceloneta e Florida. È bagnata a nord dalle acque dell'oceano Atlantico. Il comune, che fu fondato nel 1556, oggi conta una popolazione di oltre 100 000 abitanti ed è suddiviso in 21 circoscrizioni (barrios). È sede della Diocesi di Arecibo.
Ha una popolazione di poco più di 100 000 abitanti (2000) ed è divenuta famosa in tutto il mondo per il suo radiotelescopio, noto come il Radiotelescopio di Arecibo, costruito presso l'omonimo osservatorio, pochi chilometri a sud della città.

## Storia
Colonizzata nel 1556 è il terzo insediamento spagnolo dell'isola, dopo Caparra (più tardi divenuta San Juan) e San Germán. Il nome attuale, Arecibo,  deriva da un capo tribù Taino, il cacique Arasibo, che governava l'insediamento precolombiano chiamato Abacoa. Fu ufficialmente fondata come città sotto la corona spagnola il 1º maggio 1616 e fu affidata al capitano Felipe de Beaumont y Navarra, dopo che il Re di Spagna aveva concesso al popolo Taino di rimanere a vivere nel loro insediamento originario.
Arecibo è conosciuta anche come El Diamante Del Norte (il diamante del nord), La Ribera del Arecibo (il litorale di Arecibo) ma soprattutto come La Villa del Capitán Correa (la città del capitano Correa), per rendere omaggio al capitano dell'armata spagnola Antonio de los Reyes Correa che eroicamente, il 5 agosto 1702, difese la città dagli attacchi della flotta britannica dell'ammiraglio Whelstone.
Dal 30 aprile 1960 la città è sede vescovile per la Chiesa cattolica.
Nel 2016 è stata inaugurata la statua Birth of the New World, alta 110 m, per onorare la scoperta dell'America.

## Circoscrizioni
La città di Arecibo è divisa in 21 circoscrizioni.
- Arecibo Pueblo
- Arenalejos
- Arrozal
- Bajadero
- Cambalache
- Carreras
- Domingo Ruíz
- Dominguito
- Esperanza
- Factor
- Garrochales
- Hato Abajo
- Hato Arriba
- Hato Viejo
- Islote
- Jarealitos
- Miraflores
- Río Arriba
- Sabana Hoyos
- Santana
- Tanamá